# Grotte Rouge
La grotte Rouge (en russe : Красные пещеры ; en ukrainien : Кизил-Коба) est une grotte à Perevalne du raïon de Simferopol en Crimée.

## Histoire
La grotte tire son nom des falaises calcaires de Kyzyl Qaya (en tatar de Crimée : Qızıl Qaya, roche rouge) qui sont colorées par des oxydes de fer bruns rougeâtres, parfois roses.

## Description

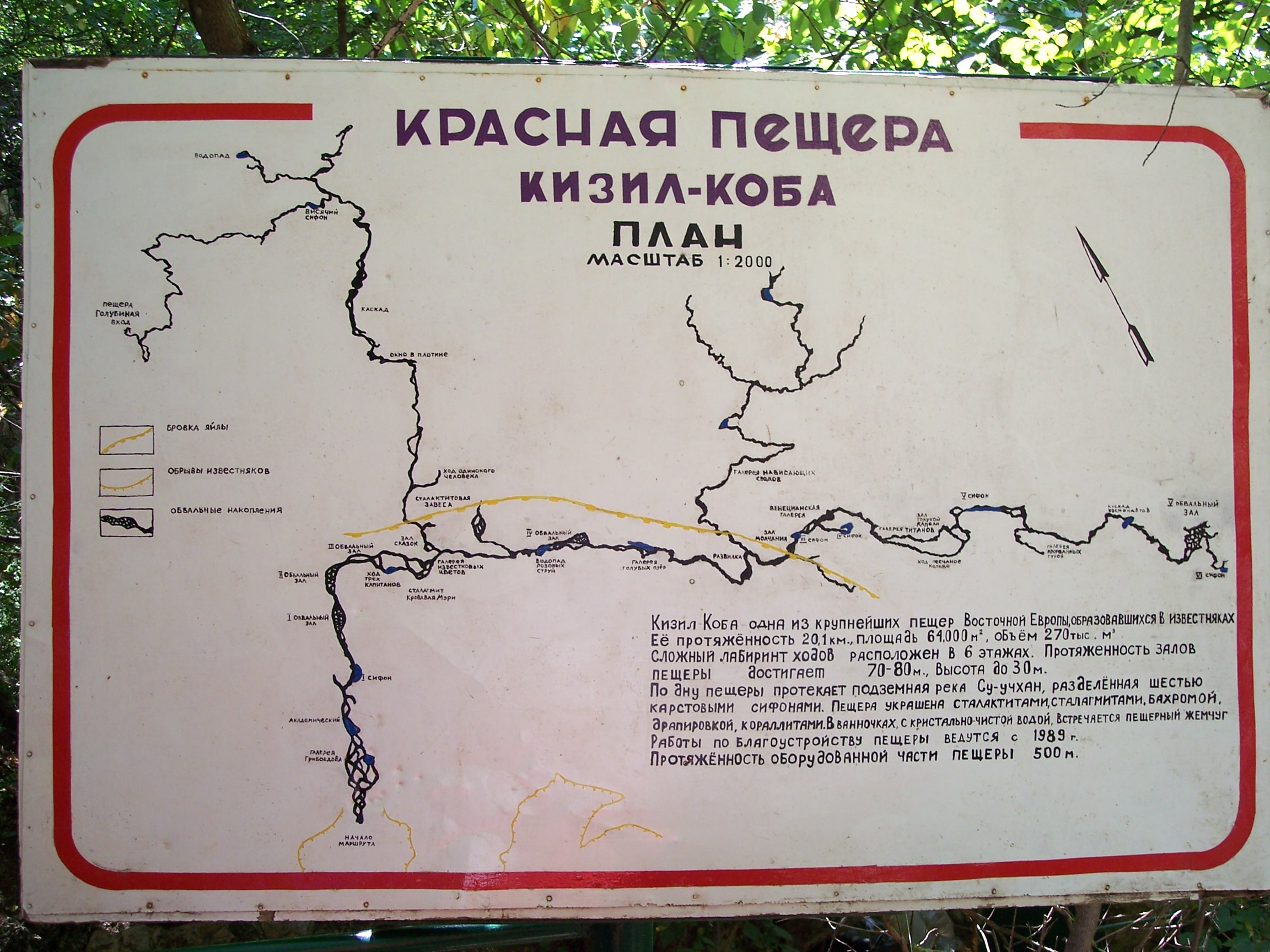
Sur un plan.
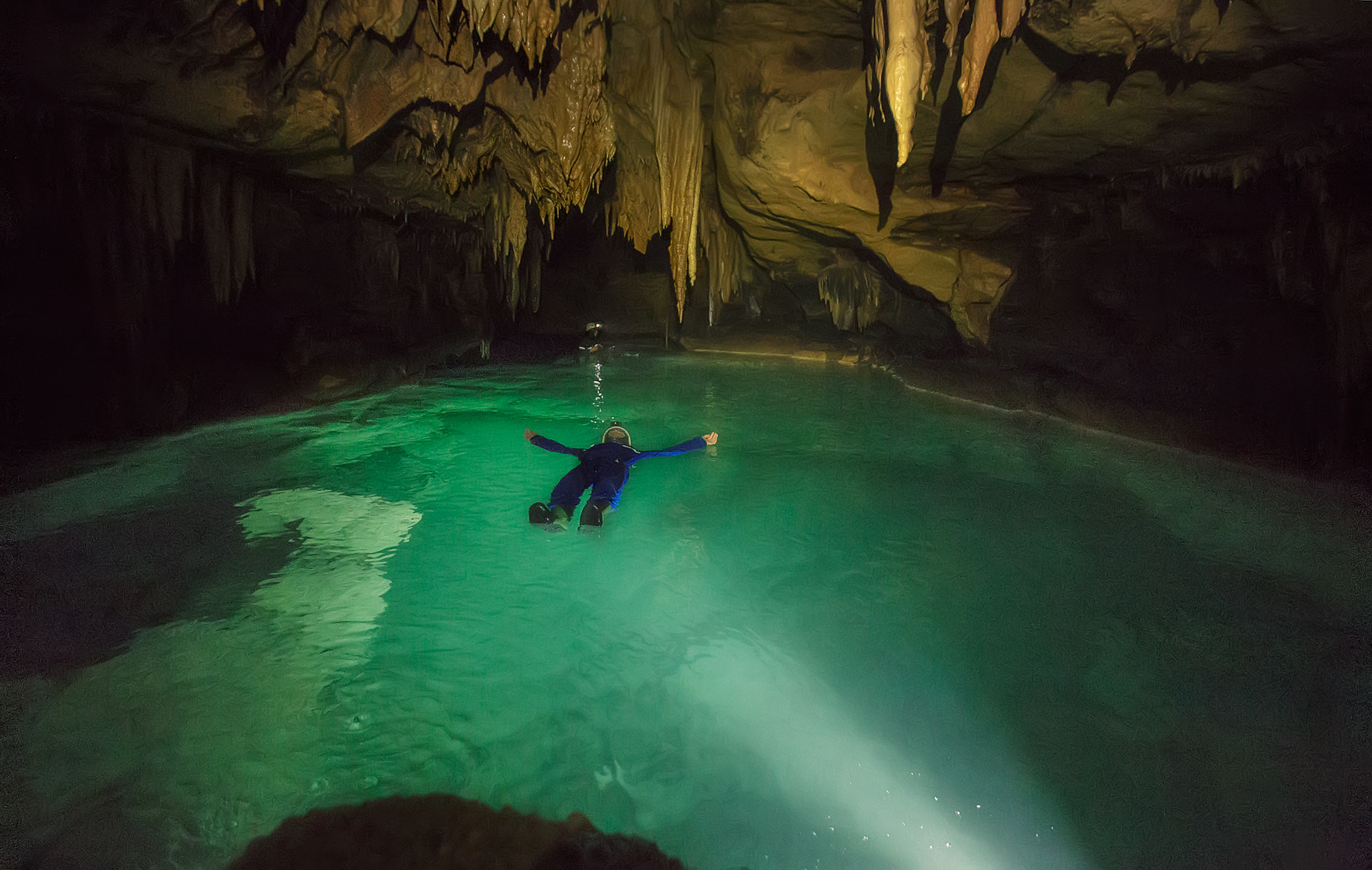
étendue d'eau.
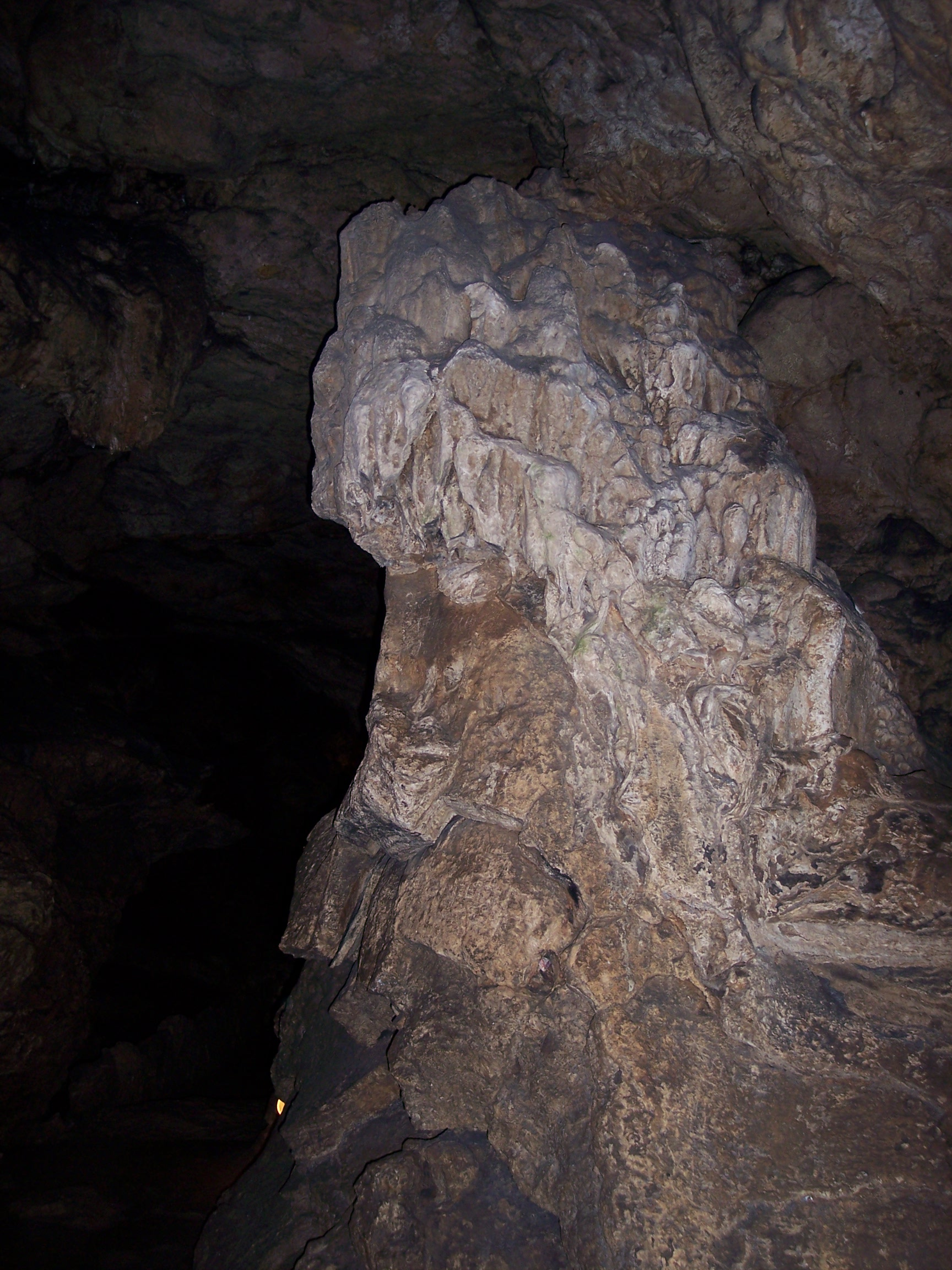
Intérieur.

Elle est classée comme patrimoine naturel avec l'identifiant : 01-103-5006.

## Voir également
- Liste des cavités naturelles les plus longues de l'Ukraine.